# ساعت (فیلم ۱۹۴۵)
ساعت (انگلیسی: The Clock) فیلمی در ژانر رمانتیک و درام به کارگردانی وینسنت مینلی و فرد زینمان است که در سال ۱۹۴۵ منتشر شد. از بازیگران آن می‌توان به جودی گارلند، رابرت واکر، جیمز گلیسون، لوسیل گلیسون، کینن وین و مارشال تامپسون اشاره کرد.